# Lonely Runs Both Ways
Lonely Runs Both Ways är ett album av bluegrassgruppen Alison Krauss & Union Station, utgivet 2004. Det vann 2006 års Grammy Award för bästa countryalbum.

## Låtlista
1. "Gravity" (Robert Lee Castleman) - 3:36
2. "Restless" (Robert Lee Castleman) - 2:51
3. "Rain Please Go Away" (Del McCoury) - 2:29
4. "Goodbye Is All We Have" (Sarah Siskind) - 3:53
5. "Unionhouse Branch" (Jerry Douglas) - 2:55
6. "Wouldn't Be So Bad" (David Rawlings/Gillian Welch) - 3:10
7. "Pastures of Plenty" (Woody Guthrie) - 3:45
8. "Crazy as Me" (Melanie Castleman/Robert Lee Castleman) - 3:13
9. "Borderline" (Sidney Cox/Suxanne Cox) - 3:26
10. "My Poor Old Heart" (Donna Hughes) - 3:08
11. "This Sad Song" (Alison Brown/Alison Krauss) - 2:21
12. "Doesn't Have to Be This Way" (Robert Lee Castleman) - 3:33
13. "I Don't Have to Live This Way" (Ron Block) - 2:03
14. "If I Didn't Know Any Better" (John Scott Sherrill/Mindy Smith) - 3:48
15. "A Living Prayer" (Ron Block) - 3:34